# Die Sklavin Tawaddud

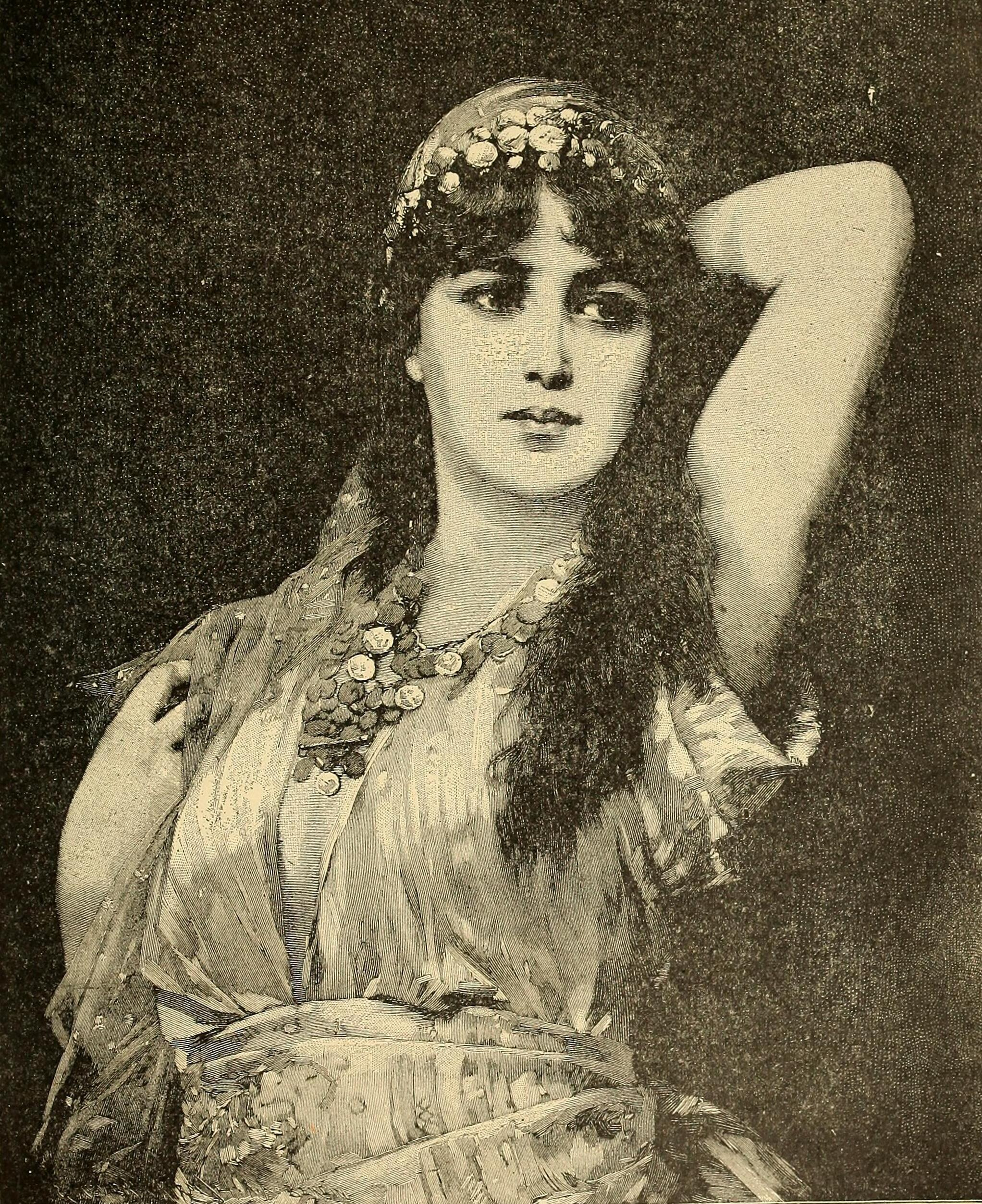
Die Sklavin Tawaddud. Frederic Mayer Bird (1838–1908)

Die Sklavin Tawaddud, auch Abu al-Husn und die Sklavin Tawaddud, ist eine Erzählung aus den Geschichten aus Tausendundeiner Nacht. In der Arabian Nights Encyclopedia ist sie als ANE 157 gelistet.
In der Erzählung gerät der Sohn eines reichen Kaufmanns in Armut, woraufhin ihm seine wohlgelehrte Sängersklavin durch eine List mit Wissen und Scharfsinn aus der Patsche hilft und sogar dem Abbasiden-Kalifen Harun al-Raschid und dem Gelehrten Abū Ishāq Ibrāhīm ibn Saiyār al-Nazzām ein Schnippchen schlägt.

## Handlung
Einst lebte in Bagdad ein angesehener, reicher Kaufmann, der bereits das hohe Alter erreicht hatte, jedoch von seinen Ehefrauen bisher nicht mit Kindern gesegnet worden war. Er fürchtete, dass sein Besitz nach seinem Tod verlorengehen würde und betete flehentlich zu Gott und verrichtete gute Taten in der Hoffnung, dass er einen Sohn bekommen würde. Schließlich wurde sein Bitten erhört und eine seiner Frauen wurde schwanger und gebar einen Sohn, den er Abu al-Husn (Vater der Schönheit) nannte. Als der Junge zum Mann herangewachsen war, rief der Vater seinen Sohn zu sich und ermahnte ihn, auf seinen Besitz gut aufzupassen, gute Taten zu verrichten und sich nicht von falschen Leuten in die Irre führen zu lassen. Bald darauf erkrankte der Kaufmann und starb. Der Sohn Abu al-Husn versank in Depression, bis seine Freunde zu ihm kamen und ermahnten, dass Trauer nur Mädchen und Frauen gebühre, die ein Leben lang im Harem eingeschlossen sind. Abu al-Husn ließ sich von den Worten seiner Freunde mitreißen, lebte in Saus und Braus und gab sein Geld mit vollen Händen aus, bis er keinen Besitz mehr hatte, außer eine 14-jährige Sklavin namens Tawaddud, die ihm sein Vater hinterlassen hatte.
Trotz ihres noch jungen Alters war die Sklavin Tawaddud nicht nur von makelloser körperlicher Schönheit, sondern noch dazu redegewandt, ungemein gebildet und eine Meisterin in diversen Künsten. Nachdem ihr Besitzer Abu al-Husn all seinen Besitz verprasst hatte, wandte sie sich an Abu al-Husn und forderte ihn auf, sie zum Kalifen Harun al-Raschid zu bringen und sie diesem für zehntausend Dinare zum Verkauf anzubieten, mit der Aufforderung, dass er sie prüfen solle, da sie noch viel mehr Geld wert sei. Abu al-Husn folgte dem Rat seiner Sklavin Tawaddud und führte sie zum Kalifen Harun al-Raschid. Als sie vor dem Kalifen standen, befragte dieser Tawaddud, in welchen Wissenschaften sie bewandert sei. Tawaddud erklärte, dass sie Grammatik, Dichtkunst, Rechtswissenschaft, die Exegese des Koran, verschiedene Lesarten des Koran, Sprachkunde, Melodiekunst, Pflichtenlehre, Mathematik, die Lehre von der Erdmessung und Geschichte kenne, genauso wie die Prophetenüberlieferungen, die Propheten, sich in Philosophie, Geometrie, Heilkunde, Logik, Synonymik und Metonymik. Ebenso liebe und beherrsche sie die Dichtkunst, das Spielen auf der Laute, den Tanz und die Verführung der Herzen.
Der Kalif Harun al-Raschid war erstaunt darüber und wollte sie prüfen, wozu er Gelehrte aus allen von ihr genannten Wissenschaften berief, damit sie das Sklavenmädchen prüften. Als Tawaddud vor ihnen den Schleier abnahm, glich sie einem funkelnden Stern und der Kalif gab Befehl, sie nun zu prüfen. Tawaddud erhob die Stimme und bat zunächst den Gelehrten für islamisches Recht, den Koran und die Tradition sie auszufragen. Tawaddud beantwortete alle Fragen des Gelehrten richtig. Schließlich stellte sie an den Gelehrten eine Frage und ergänzte, wenn er sie falsch beantworte, werde sie ihm sein Gewand nehmen. Der Gelehrte versagte und ging seines Turbans und seines Gewands gedemütigt davon.
Nun trat der nächste Gelehrte zum Wettstreit an und stellte ihr ebenfalls Fragen über die Religion, und erneut beantwortete sie alle Fragen richtig, bis der Gelehrte vom Fragen erschöpft war. Daraufhin stellte sie ihm zwei Fragen, doch konnte er sie nicht beantworten und erklärte, dass das Sklavenmädchen mehr von Rechtskunde und anderen Wissenschaften verstehe als er. Er legte sein Gewand an und ging. Da erhob sich der nächste Gelehrte und fragte sie über Korankunde aus, doch auch ihn besiegte Tawaddud schließlich. Anschließend erhob sich ein Arzt und fragte sie über die Physiologie und Krankheiten aus und auch er fragte Tawaddud bis zur Erschöpfung, ohne dass sie nur eine Frage falsch beantwortete, während er die eine Frage, die sie ihm stellte, nicht beantworten konnte. Auch er musste gedemütigt sein Gewand ablegen und gehen.
Dann kam der Astronom und fragte sie aus. Bei einer Frage, die eine Falle war, schwieg Tawaddud zunächst, erkannte die Falle aber und umging sie. Schließlich besiegte sie auch den Astronomen. Es folgte der Philosoph, der sie mit Logikfragen konfrontierte, und auch ihn besiegte Tawaddud. Da erhob sich der Gelehrte Abū Ishāq Ibrāhīm ibn Saiyār al-Nazzām, um sie zu prüfen, doch auch er versagt. Daraufhin tritt Tawaddud gegen den Meister des Schachspiels, Kartenspiels und Tricktrackspiels an. Als auch er besiegt ist, lässt Harun al-Raschid die Künstler der Musik kommen und Tawaddud singt, spielt die Laute und dichtet Verse und überzeugt auch darin.
Harun al-Raschid ist entzückt und kauft Abu al-Husn die Sklavin Tawaddud für einhunderttausend Dinare ab. Anschließend bietet er Tawaddud einen freien Wunsch an, woraufhin diese ihn bittet, ihrem alten Herrn Abu al-Husn zurückgegeben zu werden. Harun al-Raschid gewährt den Wunsch und verschenkt Tawaddud an Abu al-Husain, der daraufhin glücklich mit ihr zusammenlebt und noch dazu eine monatliche Rente von eintausend Dinar von Harun al-Raschid erhält und zu dessen Zechkumpanen auf Lebenszeit ernannt wird.

## Historischer Hintergrund

### Die Bildung von Tawaddud, der Sängersklavin
Die Figur der Tawaddud hat einen historisch realen Hintergrund. Es handelt sich bei ihr um eine Qaina (Pl. Qiyān), eine sogenannte Sängersklavin. Die im 8. bis 10. Jahrhundert im abbasidischen Kalifat lebenden Qiyān waren hochgebildete Frauen, die am ehesten als Unterhaltungssklavinnen, teils auch als Edelkurtisanen bezeichnet werden können. Sie waren in unterschiedlichsten Künsten und Disziplinen ausgebildet, vor allem in Gesang, Tanz und Musik, gesellschaftlicher Etikette und erotischer Verführungskunst. Viele beherrschten zudem Philologie, Dichtung, Rhetorik, manchmal auch Geschichte und Theologie sowie die Disziplinen der Rezitation und Interpretation des Koran; die Ausbildung dauerte viele Jahre. Ein Teil der Qiyān bewegte sich in der höfischen Kultur der obersten gesellschaftlichen Schichten – nicht selten in der Umgebung der Kalifen – und genoss höchstes Ansehen.

### Weiteres
Der Kaufpreis von einhunderttausend Dinaren, den Harun al-Raschid am Ende für Tawaddud bezahlt, ist keine literarische Übertreibung. Die arabischen Quellen berichten, dass der Kalif für den Kauf einer unbekannten Sklavin über einen Zirkelhandel tatsächlich die Kaufsumme von einhunderttausend Dinaren aufbrachte. Für die Sängersklavin Bidʿa al-Kabīra wurde ebenso eine Summe von hunderttausend Dinaren geboten.

## Textgeschichte

### Herkunft
Die Tawaddud-Geschichte ist erstmals in einem Manuskript aus dem dreizehnten Jahrhundert n. Chr. sicher bezeugt. Ein weiteres arabisches Manuskript aus dem 13. Jahrhundert ist ebenfalls aus Granada bekannt. Die Geschichte zirkulierte allein und wurde später in die Manuskripte von Tausendundeine Nacht aufgenommen. Sie erscheint nicht in mittelalterlichen Tausendundeine-Nacht-Manuskripten, aber in vielen nachmittelalterlichen Manuskripten sowie der großen gedruckten Ausgabe, die als Kalkutta II bekannt ist. Nach Ansicht von Ulrich Marzolph, Richard van Leeuwen und Hassan Wassouf „ist es unwahrscheinlich, dass die Geschichte jemals Teil einer ursprünglichen Fassung der Tausendundeine Nacht war; sie wurde wahrscheinlich erst in den späten ägyptischen Rezensionen hinzugefügt.“

### Textquellen in Tausendundeine Nacht
Die Erzählung um die Sklavin Tawaddud findet sich in einer Vielzahl von Handschriften und den meisten frühen arabischen Druckausgaben von Tausendundeine Nacht. Auf die Kalkutta-II-Ausgabe griffen Richard Francis Burton und Enno Littmann für ihre Sammlungen zurück.

## Interpretation
Die Autoren der Arabian Nights Encyclopedia sehen die Geschichte als zeitgenössischen Kommentar gesellschaftliche Vorherrschaft der Männer über die Frauen, indem die Verhältnisse umgekehrt werden und ein Sklavenmädchen über die gelehrten Männer ihrer Zeit triumphiert.

## Ausgaben
- Enno Littmann: Die Erzählungen aus den tausendundein Nächten, Insel Verlag, Frankfurt 1968, Band 3, S. 626–696.